# Renault R.S.16
O Renault R.S.16 é o carro da equipe Renault que foi utilizado na Temporada de Fórmula 1 de 2016. Esse é o primeiro carro da equipe desde sua volta a categoria, que se deu através da compra da equipe Lotus F1. O lançamento do carro foi feito no dia 3 de Fevereiro e contava com uma pintura predominantemente preta e tinha alguns detalhes em amarelo, bem diferente das cores utilizadas nas suas outras passagens pela categoria, porém esta pintura só foi usada durante os testes de pré-temporada. No dia 16 de março, um dia antes de começar os treinos livres para a primeira etapa da temporada, na Austrália, a equipe então resolveu revelar sua pintura definitiva, que passou a ser fosca, predominantemente amarela, com detalhes em preto e dourado. O carro está sendo pilotado por dois filhos de ex-pilotos, o inglês Jolyon Palmer, filho de Jonathan Palmer, e o dinamarquês Kevin Magnussen, filho de Jan Magnussen.
Houve muita especulação sobre quem seria o piloto parceiro de Jolyon Palmer na equipe. O diretor da antiga equipe Lotus garantiu a presença do inglês e do venezuelano Pastor Maldonado como pilotos da equipe francesa em 2016, porém, no início de janeiro saíram alguns boatos de que por problemas com seu patrocinador, a PDVSA, Maldonado estaria perdendo sua vaga para Kevin Magnussen. E foi o que aconteceu, no dia 01 de fevereiro o próprio piloto confirmou que não ficaria na equipe e que estaria fora do 'grid' de 2016, deixando assim a vaga aberta. No dia do lançamento da pintura definitiva do carro, a equipe confirmou Magnussen como piloto da equipe.
A equipe pretende ser uma das potências da categoria em alguns anos e por isso a Renault vai investir entre 800 milhões e 1 bilhão de Reais, um orçamento que poucas equipes do grid possuem, mas mesmo com esse enorme investimento, a equipe não espera um avanço muito instantâneo e sim que ele venha com o decorrer dos anos.

## Pré-temporada[7]

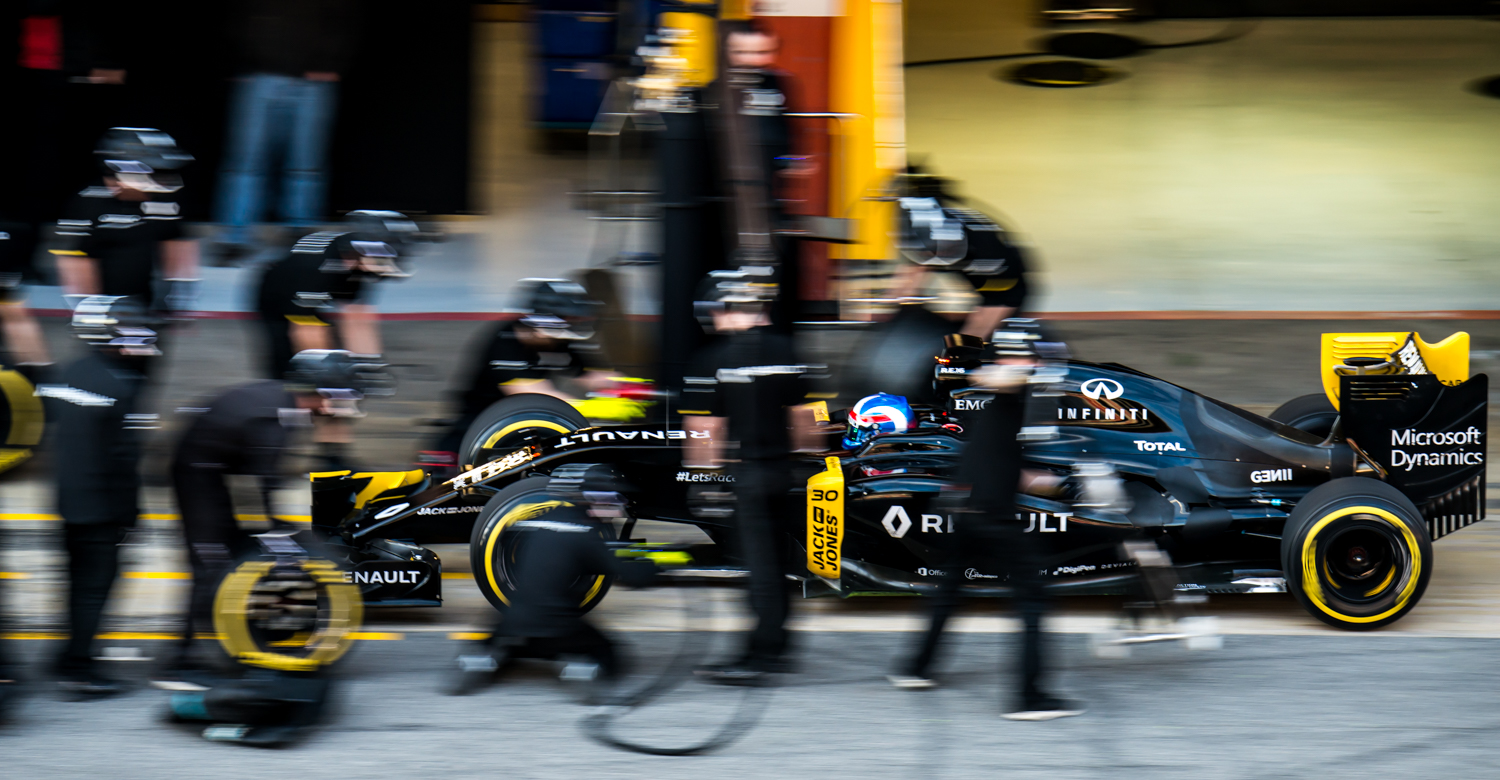
O Renault R.S.16 durante os testes da pré-temporada em Barcelona.

Quem não acompanhou a sequência dos acontecimentos no fim do ano passado pode pensar: “A Renault voltou à F1 com equipe própria, dispõe de grandes recursos tecnológicos e financeiros. Logo voltará a ser grande”. O raciocínio é mesmo esse. Mas faltou incluir quando a Renault voltará a lutar pelas vitórias. Uma coisa é certa: não será este ano, a não ser numa condição muito especial, rara na F1.
O modelo R.S.16 de Kevin Magnussen e do estreante Jolyon Palmer, é basicamente o carro da Lotus do ano passado, agora equipado com unidade motriz Renault em vez de Mercedes, bem como com todo conjunto traseiro, câmbio e suspensão, concebidos a toque de caixa para as características e dimensões da unidade Renault.
O monoposto francês é uma colcha de retalhos. Não poderia ser diferente para quem assumiu a sede da Lotus, em Enstone, Inglaterra, que já foi da Renault até o fim de 2011, pouco antes do Natal. A Renault ter um carro pronto para a pré-temporada foi já uma demonstração do que sua estrutura técnica e poder de investimento é capaz de fazer.
Agora, não dá para esperar muito do R.S.16 nas primeiras provas do ano. Além disso, o competente Frederic Vasseur, novo diretor da equipe, já adiantou que o foco da Renault é a temporada do ano que vem, quando a mudança importante do regulamento lhe dará a chance de colocar sua infraestrutura para produzir um projeto capaz de lutar pelo pódio, no primeiro ano das novas regras.

## Desempenho
A Renault retornou à F1 com equipe própria ao comprar o espólio da Lotus. Apesar da crise financeira dos proprietários anteriores, a montadora pega um projeto com certo grau de evolução. Além disso, conta com experiência prévia na categoria para montar um carro competitivo para o pelotão intermediário.

## Estatística
| Kevin Magnussen | X              | Jolyon Palmer |
| 7               | Pontos         | 1             |
| 0               | Vitórias       | 0             |
| 0               | Pole Positions | 0             |
| 0               | Volta Rápida   | 0             |
| 0               | Pódios         | 0             |
| 4               | Abandonos      | 5             |
| 0               | Não Largou     | 1             |